# Sergio Scaramal
Sergio Scaramal (Biella, 21 giugno 1953) è un politico italiano, presidente della Provincia di Biella dal 2004 al 2009.

## Biografia
Operaio di Telecom Italia, è stato sindaco di Cossato (BI) dal 1990, per 14 anni vicepresidente del Consorzio dei Comuni biellesi, vicepresidente del Consorzio Cissabo fino al 1999, consigliere d'amministrazione di BiellaIntraprendere. È un esponente dei Democratici di Sinistra.
In occasione delle elezioni amministrative del 2004 è stato eletto Presidente della Provincia in rappresentanza di una coalizione di centrosinistra, superando al ballottaggio il candidato concorrente per soli 65 voti.
Era sostenuto, in consiglio provinciale, da una maggioranza costituita da Democratici di Sinistra, La Margherita, Rifondazione Comunista e Comunisti Italiani. Il mandato amministrativo è scaduto nel 2009.